# Annonsbladet (Boråsposten)
Annonsbladet var en edition till Boråsposten som kom ut från den 12 december 1919 till  den 17 september 1926. Den fullständiga titeln var Annonsbladet / Boråsposten första åren med tillägget / Vägvisare för Borås.

## Redaktion
Redaktionsort var Borås och tidningen var neutral opolitisk. Tidningen som var ett annonsblad kom ut en gång i veckan fredagar. Tidningen är inte helt bevarad. På Kungliga biblioteket finns tidningen först fr.o.m. nr 2, den 12 december 1919.
| Period                 | Ansvarig utgivare | Period                 | Redaktör        |
| 1919-10-08--1926-08-25 | Brander, Anders   | 1919-12-05--1926-08-27 | Brander, Anders |
| 1926-08-26--1926-09-17 | Ulén, Karl Johan  | 1926-09-03--1926-09-17 | Ulén, Karl      |

## Tryckning
Tryckeri  var Borås tidnings tryckeri I Borås. Tidningen trycktes med antikva med enbart svart färg på stora format med satsytor 47-52 x 36 cm. Tidningen hade fyra till åtta sidor. Formellt prenumerationspris var 3 kronor men enligt tidningen den 12 december 1919  huvudsaklig spridning sker genom utdelning gratis.